# Avenida Santa Fe

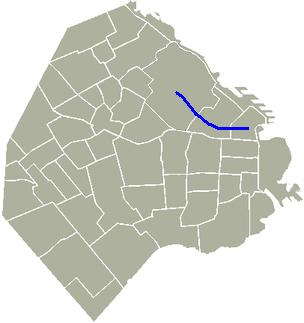

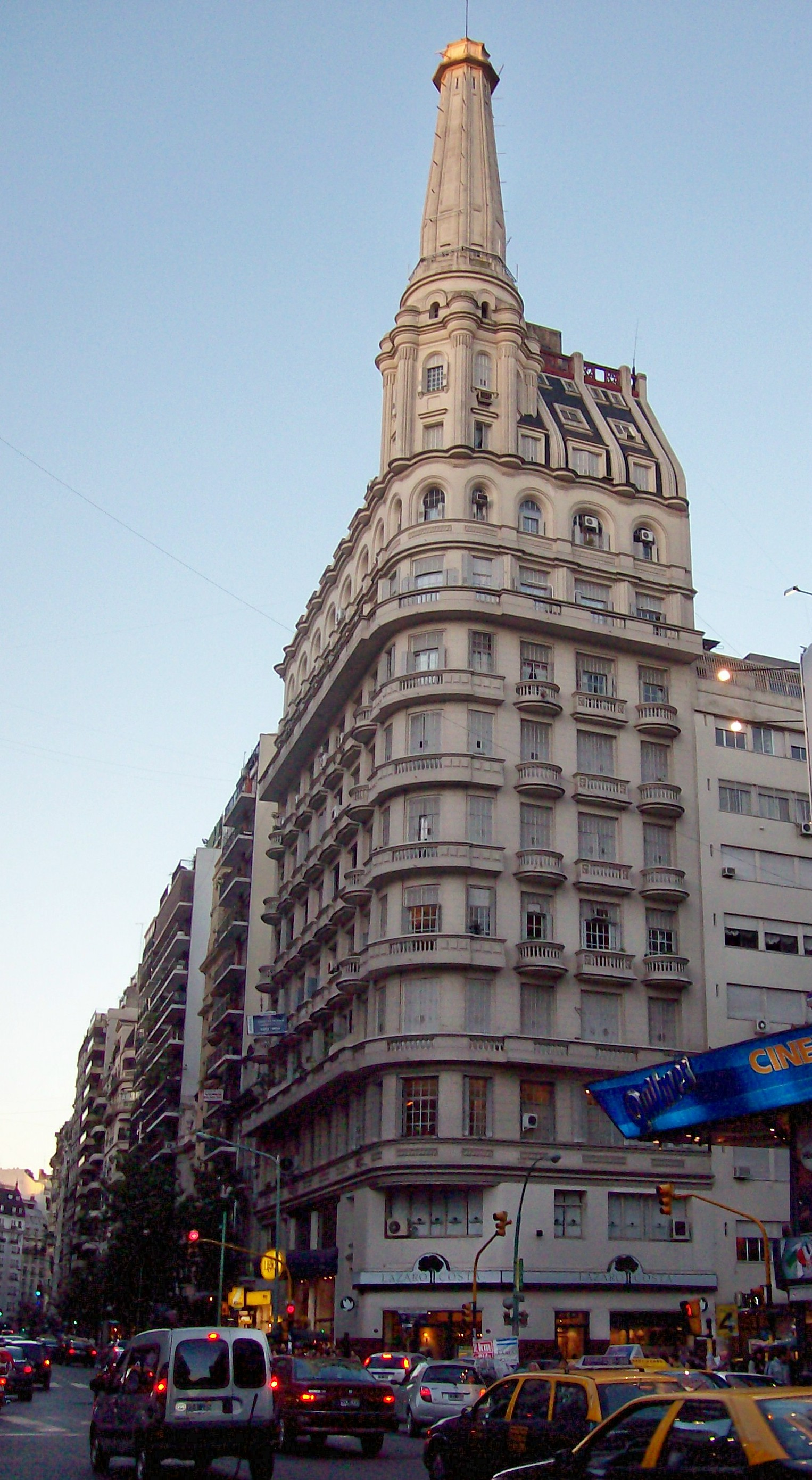
Croisement de l'avenida Callao avec l'avenida Santa Fe.

L'Avenida Santa Fe est une importante avenue de Buenos Aires, capitale de l'Argentine. Cette avenue constitue l'axe essentiel du quartier imaginaire Barrio Norte, entre Retiro et Recoleta. Considérée comme un des principaux pôles de commerce et de promenade de la ville, l'avenue a été surnommée "Avenue de la Mode", en raison du grand nombre de boutiques de vêtements qui y ont pignon sur rue.
D'orientation générale est-ouest, elle naît dans le quartier de Retiro, au niveau de la Plaza General San Martín, plus précisément à son carrefour sud entre les rues Calle Marcelo Torcuato de Alvear et Calle Florida, là où cette dernière cesse d'être piétonnière. Dans son parcours vers l'ouest, elle traverse les quartiers de Retiro puis de Recoleta.
Elle traverse ensuite le quartier de Palermo et longe le côté sud du Jardin botanique. Juste après, elle forme la Plaza Italia, centre du barrio (quartier) de Palermo, où débute le Zoo de Buenos Aires. Après quoi elle se poursuit pour se terminer au niveau de la gare "Ministro Carranza", où elle est prolongée par l' Avenida Cabildo.

## Métro
L'Avenida Santa Fe est longée sur une bonne partie de son parcours (la partie ouest) par la ligne , qui dessert les stations suivantes : "Pueyrredón", "Agüero", "Bulnes", "Scalabrini Ortiz", "Plaza Italia", "Palermo" et "Ministro Carranza".
De plus, il est prévu que la nouvelle ligne  emprunte tout le parcours oriental de l'Avenida Santa Fe, depuis la Plaza General San Martín jusqu'à l'Avenida Pueyrredón (en correspondance à ce niveau avec la ligne  et la ligne ). De ce fait l'Avenida Santa Fe sera longée sur tout son parcours par des voies de métro. Les stations envisagées pour cette ligne G sont : "Cerrito", "Uruguay", "Callao" et "Pueyrredón".
Enfin, deux des autres nouvelles lignes planifiées pour 2010-2020, à savoir la ligne F et la ligne I, auront des stations au niveau de l'avenue, en correspondance avec la ligne  :
- Ligne  : stations "Palermo" et "Plaza Italia"
- Ligne  : station "Plaza Italia"

Ainsi, l'avenue bénéficiera de multiples correspondances vers les quatre coins de la ville.